# Economía de las Islas Pitcairn
No existe una actividad económica reseñable, en tanto que el turismo está restringido y no existen recursos naturales destacables. Todos los bienes son importados y llegan por vía marítima. Salvo cierta artesanía, el único producto nacional exportado es la miel, calificada de gran calidad. Una importante fuente de ingresos para el país viene de la emisión de sellos de correos, apreciados entre los coleccionistas filatélicos de todo el mundo debido a su obvia rareza.
- Datos: Q5817272